# Carlo Strozzi
Carlo Strozzi (Firenze, 6 marzo 1587 – 18 marzo 1670) è stato un erudito e bibliofilo della Repubblica di Firenze, ricordato in particolare per la sua collezione di codici latini e italiani.

## Biografia
Carlo Strozzi nacque a Firenze il 6 marzo (il 5 giugno secondo altre fonti) 1587, figlio di Tommaso Strozzi (appartenente ad una delle principali famiglie fiorentine) e di Francesca Guidetti.
Venne nominato da papa Urbano VIII Conte palatino. Fu consolo dell'Accademia fiorentina dal 1627, senatore di Roma dal 1653 e consigliere (nel 1654-1655) e arciconsolo (nel 1655-1656) dell'Accademia della Crusca.
Bibliofilo e amante della cultura, mise insieme una importante collezione di codici latini e italiani e altri documenti storici relativi in particolare al XV, XVI e XVII secolo, conosciuta come Carte Strozziane. La raccolta comprendeva in particolare diversi codici della Divina Commedia, molti dei quali appartenenti al cosiddetto Gruppo del Cento (una serie di numerose copie della Commedia attribuite a un unico copista o a un'unica officina di copisti). A Strozzi appartenne anche il celebre Chigiano L VIII 305, codice trecentesco contenente rime di Guido Cavalcanti e Cino da Pistoia e la Vita nuova di Dante Alighieri, che l'erudito donò a Federigo Ubaldini ed è conservato nella Biblioteca apostolica vaticana.
Si sposò nel 1626 con Virginia Caetani, da cui ebbe il figlio Alessandro (1634-1704). Luigi Maria Strozzi, figlio di Alessandro e di Teresa Bartolomei fu membro dell'Accademia della Crusca e vescovo di Fiesole.
Morì nel 1670 o 1671.

## Archivio
All'estinzione del ramo della famiglia Strozzi, nel 1786 la raccolta venne acquistata dal granduca Leopoldo II d'Asburgo-Lorena, che la suddivise tra alcune biblioteche e archivi fiorentini. In modo particolare 186 codici (tra cui quelli danteschi) furono assegnati alla Biblioteca Medicea Laurenziana e 1590 codici alla Biblioteca Nazionale Centrale di Firenze, mentre la maggior parte dei documenti si trova presso l'Archivio di Stato di Firenze.